# Toni Meitzen
Toni Meitzen (* 28. Februar 1908 in Berlin; † 30. November 1971) war ein deutscher Schauspieler.

## Leben
Über das Leben des 1908 in Berlin geborenen Toni Meitzen (Geburtsname: Anton Meitzen) sind nur lückenhafte Informationen vorhanden. Vor seinen 25 kleineren Rollen innerhalb von sechs Jahren in Spielfilmen der DDR-Filmgesellschaft DEFA und einem Film bei einer bundesdeutschen Produktionsgesellschaft danach, sind keine weiteren künstlerischen und sonstigen Aktivitäten nachzuweisen. 
Toni Meitzen starb 1971 (nach anderen Quellen 1972) im Alter von 63 Jahren.

## Filmografie
- 1951: Die Meere rufen
- 1952: Karriere in Paris
- 1952: Das verurteilte Dorf
- 1952: Frauenschicksale
- 1952: Sein großer Sieg
- 1953: Geheimakten Solvay
- 1953: Das kleine und das große Glück
- 1953: Anna Susanna
- 1953: Die Unbesiegbaren
- 1953: Die Geschichte vom kleinen Muck
- 1954: Kein Hüsung
- 1954: Hexen
- 1954: Gefährliche Fracht
- 1954: Der Fall Dr. Wagner
- 1954: Carola Lamberti – Eine vom Zirkus
- 1954: Pole Poppenspäler
- 1955: Der Ochse von Kulm
- 1955: Wer seine Frau lieb hat …
- 1955: Ein Polterabend
- 1955: Ernst Thälmann – Führer seiner Klasse
- 1955: Robert Mayer – Der Arzt aus Heilbronn
- 1955: Das Stacheltier: Hoch die Tassen
- 1955: Das Stacheltier: Es geht um die Wurst
- 1956: Der Richter von Zalamea
- 1956: Thomas Müntzer – Ein Film deutscher Geschichte
- 1957: Made in Germany – Ein Leben für Zeiss